# Lelkendorf
Lelkendorf är en kommun och ort i Landkreis Rostock i förbundslandet Mecklenburg-Vorpommern i Tyskland.
Kommunen ingår i kommunalförbundet Amt Mecklenburgische Schweiz tillsammans med kommunerna Alt Sührkow, Dahmen, Dalkendorf, Groß Roge, Groß Wokern, Groß Wüstenfelde, Hohen Demzin, Jördenstorf, Prebberede, Schorssow, Schwasdorf, Sukow-Levitzow, Thürkow och Warnkenhagen.